# Мой (река)
Мой (англ. Moy, ирл. Abhainn na Muaidhe) — река в Ирландии. Исток берёт в горах Окс (англ. Ox) на высоте около 500 м, протекает через графства Слайго и Мейо. Впадает в залив Киллайла Атлантического океана. Длина реки около 90 км.
В своём течении река проходит через исторический город Баллина, а также многочисленные руины, церкви и аббатства, что делает её популярной среди туристов.
Также река известна среди рыбаков своим лососем.